# 博斯維爾
博斯维尔（德語：Boswil）是瑞士阿尔高州的一个市镇。该市镇总面积为11.78平方千米，截至2018年12月31日总人口为2,837人。